# Avantis (Gewerbepark)

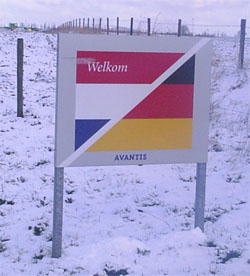
Willkommens-Schild von Avantis

Der Avantis European Science and Business Park, kurz Avantis, ist ein grenzüberschreitender Gewerbepark in den Gemeinden Heerlen in den Niederlanden und Aachen in Deutschland. Das Gelände des Gewerbeparks ist etwa 40 Hektar groß.

## Geschichte
Ende der 1990er Jahre gründeten die Städte Heerlen und Aachen ein Joint Venture für einen Gewerbepark, der sowohl auf niederländischem als auch auf deutschem Gebiet liegen würde. Der nach geeignetste Standort für dieses Projekt war eine offene, landwirtschaftlich genutzte Fläche in der Nähe des zur niederländischen Gemeinde Simpelveld gehörenden Ortsteil Bocholtz, nahe der Bundesautobahn 4 (Anschlussstelle Bocholtz), der niederländischen Autobahn A 76 und der Heerlener Stadtautobahn N 281 sowie dem Buitenring Parkstad Limburg N 300. Bürgerinitiativen auf beiden Seiten der Grenze hatten schon Ende der 1980er Jahre ein Gewerbegebiet abgelehnt (Slogan: „Aachens Nordwesten will man verpesten“). Nachdem die SPD mit dem Versprechen, dem Votum der Bürger zu folgen, die Kommunalwahl 1988 gewonnen hatte, fand deren damaliger Europaabgeordneter Dieter Schinzel mit einem „intelligenten Blick auf die Landkarte“ den neuen Standort, 500 Meter nach Westen verschoben auf der Grenze, und versprach zudem EU-Fördermittel. Zudem beschloss der Stadtrat am 24. April 1991, dass das neue Gewerbegebiet jetzt ein reines „High-Tech-Gewerbegebiet“ für die IT-Branche und ohne emissionsintensive Unternehmen werden soll. In der WDR-Umweltsendung Dschungel bezeichnete der bekannte Fernsehmoderator Jean Pütz das Projekt Avantis als „Beispiel für die Ignoranz und Arroganz der Politik“. Erst ab dem Jahr 2001 war das Gebiet so weit konzipiert, dass Unternehmen dort angesiedelt werden konnten. Die Infrastruktur beider Länder sollte genutzt werden können.
Die Befürworter des Gewerbegebietes hatten aber übersehen, dass diese Nutzung, insbesondere der jeweils günstigeren steuerlichen Vorteile, einen deutsch-niederländischen Staatsvertrag voraussetzte. Dieser wurde erst im Dezember 2007 geschlossen, fast zehn Jahre nach Beginn der Bauarbeiten.
Der Erfolg von Avantis blieb daher aus, erschwerend kam der wirtschaftliche Abschwung insbesondere der IT-Branche hinzu. In einem Beitrag der WDR-Wissenschaftssendung Leonardo - Wissenschaft und mehr zum Thema Naturschutz/Flächenverbrauch räumte der Aachener Wirtschaftsdezernent Manfred Sicking 2008 erstmals ein, man habe damals mit der Konzentration auf „HighTech“ falsch gelegen und zudem habe das Steuermodell nicht funktioniert, da man das EU-Recht missachtet habe. Zudem wurde in der Gemeinde Heerlen und in unmittelbarer Nähe ein zweites Gewerbegebiet Trilandis angelegt.
Zunächst gab es nur wenige Unternehmen und zwei ganz oder teilweise leere Bürogebäude. Im Jahr 2008 siedelte sich die multinationale Unternehmensberatung Capgemini im Gewerbepark an. Im Jahr 2005 kamen Solland Solar Energy (der größte niederländische Produzent von Solarzellen) und Electrical Naebers hinzu. 2013 kaufte die Honold Logistik Gruppe 82.000 m² Fläche, um eine 44.000 m² große Logistikimmobilie zu erstellen, dies gemeinsam mit der Continental AG. Avantis gewinnt aufgrund der großen verfügbaren Flächen an Bedeutung speziell im Bereich e-Commerce. 2015 eröffnete die Online-Versandapotheke DocMorris auf etwa 16.000 m² ihre neue Logistik- und Verwaltungszentrale. Ende 2021 hat der Online-Riese Amazon ein Verteilzentrum im Gewerbepark eröffnet.
Am 5. Dezember 2010 erschien in der Aachener Zeitung ein ausführlicher Artikel, der die Planungsfehler um Avantis und ihre Folgen offenlegt. Im Editorial des Heftes 1/2011 der renommierten Fachzeitschrift Naturschutz und Landschaftsplanung greift Schriftleiter Eckhard Jedicke den Fall auf. Er fordert „mehr Offenheit und Ehrlichkeit“ bei Chancen und Risiken von Bauprojekten und nennt Avantis als Negativbeispiel. Politiker hätten „den Menschen dort offensichtlich ein Wolkenkuckucksheim versprochen, ein Luftschloss“.
Die Streetscooter GmbH baute 2014 im Gewerbepark Avantis eine Teststrecke für seine Zustellfahrzeuge, die später unter dem Namen Deutsche Post DHL Innovationspark geführt wird.
2024 wurde das Firmengebäude von Solland Solar Energy vom TÜV Rheinland übernommen. Die FC-Moto hat ihren Sitz und die Hauptverwaltung seit 2023 im Gewerbepark. Dort erstreckt sich der Firmensitz über ein 36.000 m² großes Grundstück. Während 1.700 m² als Verwaltungsfläche genutzt werden, dienen 20.000 m² der Logistik.

## ÖPNV
Seit 2011 gab es Pläne, die teilweise stillgelegten Bahnstrecke Schaesberg-Simpelveld und Bahnstrecke Aachen–Maastricht zu reaktivieren sowie eine Neubaustrecke (Via Avantis) durch Avantis zu errichten, um den Gewerbepark besser an den öffentlichen Personennahverkehr anzubinden. Der Streckenabschnitt Richterich–Vetschau wurde stillgelegt und die Gleise abgebaut, somit gibt es hier keinen Anschluss an das deutsche Eisenbahnnetz mehr. Im Flächennutzungsplan von Avantis wurde der Bau dieser Strecke bereits berücksichtigt und die neue Bahnstrecke sollte im Dezember 2016 in Betrieb genommen werden. Die Pläne dazu sind jedoch über reine Absichtserklärungen nicht hinausgekommen und stattdessen wurden Alternativen ins Gespräch gebracht.
Seit 2018 favorisiert die niederländische Seite den Ausbau der Bahnstrecke Sittard–Herzogenrath sowie den Dreiländerzug. Die Provinz Limburg kürzte 2019 die Finanzmittel für die Reaktivierung der Strecke über Kerkrade-Zentrum, Spekholzerheide sowie die Neubaustrecke Via Avantis Richtung Vetschau. Somit rückte ein Schienenanschluss für Avantis in weiter Ferne, jedoch war das Projekt als „langfristige Maßnahme“ im Nahverkehrsplan des Zweckverband Nahverkehr Rheinland enthalten und die geplante Trasse wird freigehalten. Seit Dezember 2024 ist das Projekt im go.Rheinland - Liniennetzplan nicht mehr enthalten.
Seit dem 1. April 2012 wird Avantis von der AVV-Linie 74 der ASEAG angefahren, teilweise als Anruf-Linien-Taxi. Des Weiteren wird Avantis von zwei Buslinien der Arriva Personenvervoer Nederland angebunden.
| Linie | Betreiber | Verlauf                                                                                             |
| ----- | --------- | --------------------------------------------------------------------------------------------------- |
| 74    | ASEAG     | Aachen Hbf – Elisenbrunnen – Aachen Bushof – Ponttor – Westbahnhof – Gewerbegebiet Avantis (D / NL) |
| 10    | Arriva    | Heerlen – Kerkrade Parkstad Stadion – Trilandis – Avantis                                           |
| 46    | Arriva    | Kerkrade Parkstad Stadion – Trilandis – Avantis                                                     |
| 643   | Arriva    | Vaals Busstation – Lemiers – Bocholtz – Avantis – Heerlen – Zuyd Hogeschool                         |

## Galerie

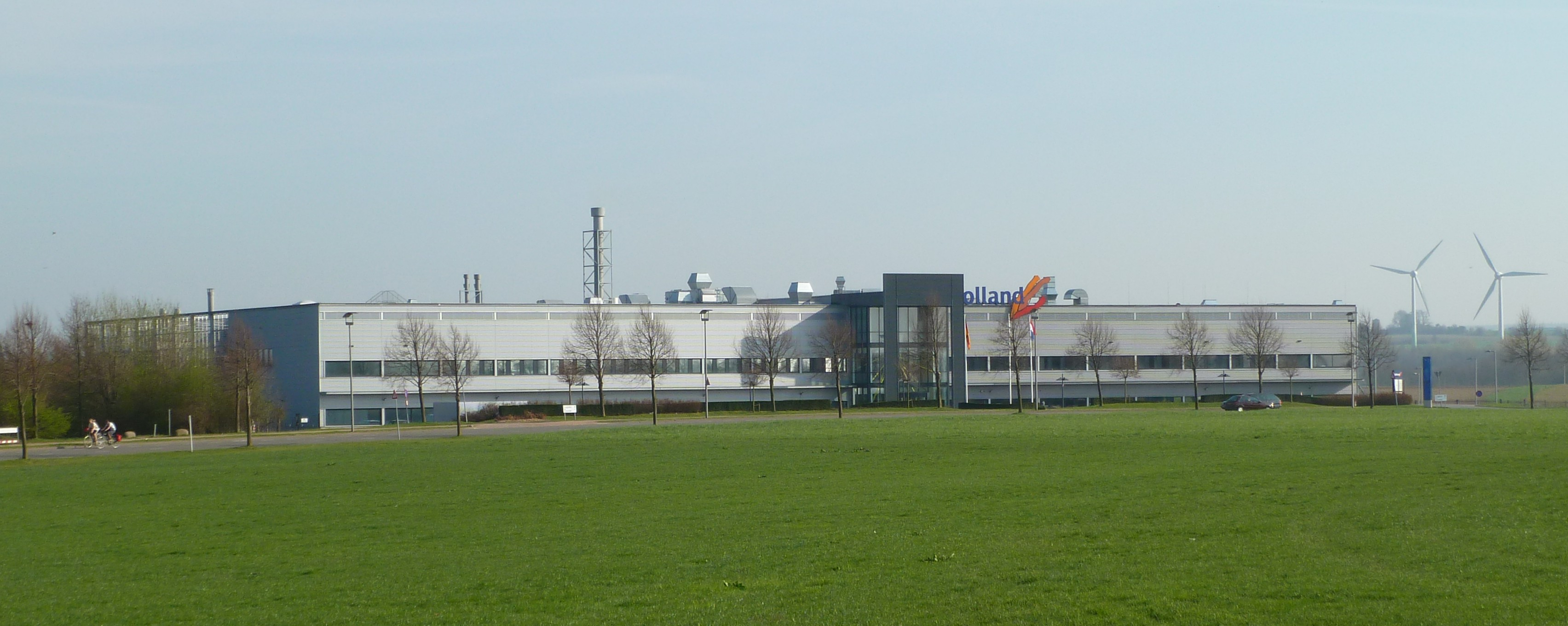
Firmengebäude von Solland Solar Energy seit 2024 TÜV Rheinland
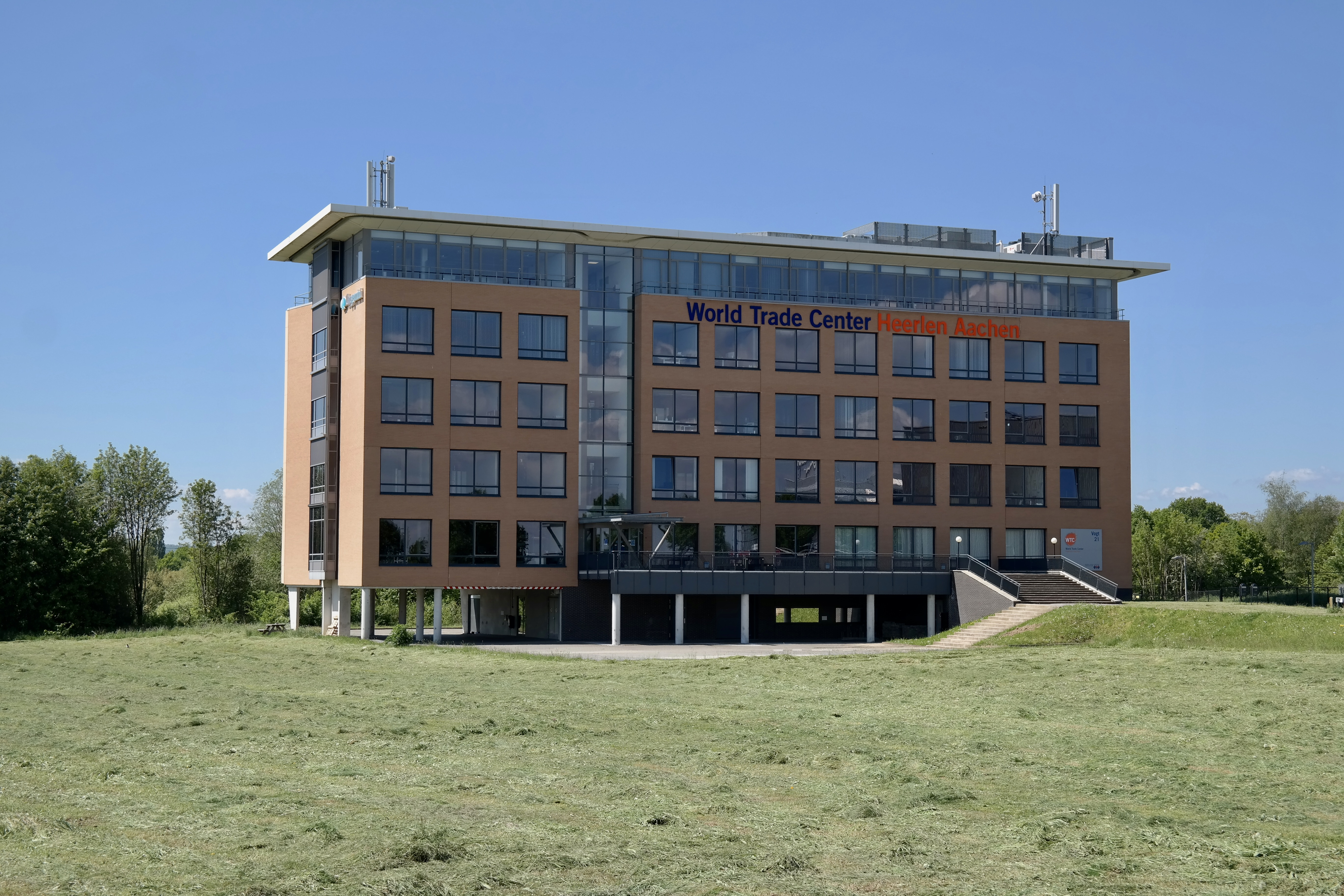
World Trade Center Heerlen-Aachen
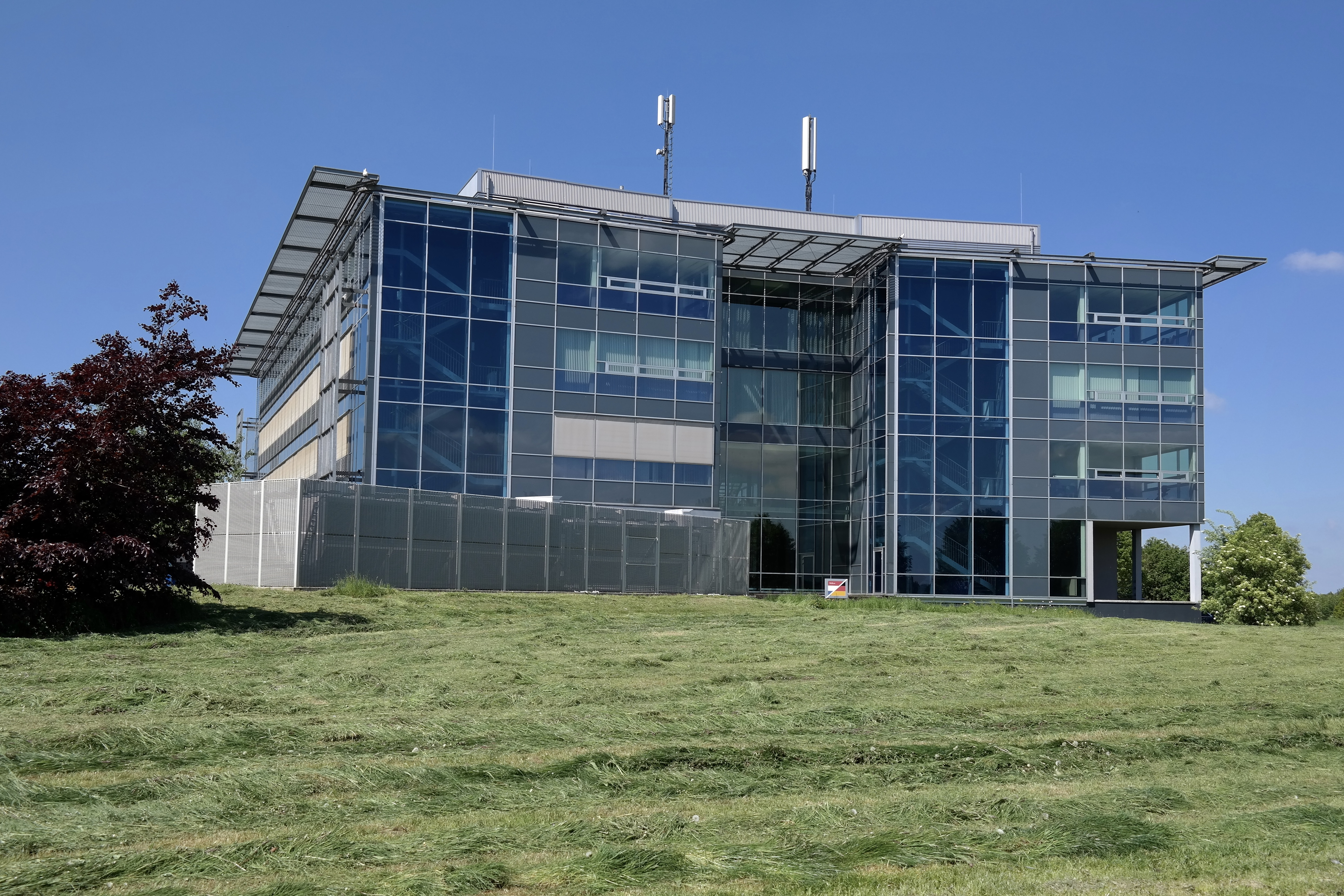
Business Center Snellius